# Amsterdam-Porte occidentale
Amsterdam-Port de l'ouest ou en néerlandais Amsterdam-Westpoort ou plus simplement Port de l'ouest (en néerlandais Westpoort) est l'une des divisions administratives de la ville d'Amsterdam. Située au nord-ouest de la ville, elle se trouve juste au sud du canal de la Mer du Nord. Contrairement aux sept autres stadsdeel, elle ne dispose pas de son propre conseil municipal et tombe directement sous la juridiction du conseil municipal de la ville. D'une superficie de 35,47 km2 elle comptait seulement 370 habitants en 2007.
Westpoort est une zone industrielle qui abrite de nombreuses entreprises, et profite de sa proximité avec le port d'Amsterdam. Environ 1 500 entreprises, pour la plupart des PME sont actives dans ce quartier qui emploie environ 40 000 personnes.
Ce territoire comporte plusieurs zones portuaires : Minervahaven, Vlothaven, Coenhaven, Petroleumhaven, Westhaven, Amerikahaven et Afrikahaven.